# Gheorghe Răducanu
Gheorghe Răducanu (n. 14 iulie 1951) este un deputat român, în legislatura 1990-1992, ales în municipiul București pe locurile minorităților naționale. Este și primul deputat din partea romilor ajuns în Parlamentul României.
În cadrul activității sale parlamentare, Gheorghe Răducanu a fost membru în grupul parlamentar de prietenie cu Republica Federală Germania. Gheorghe Răducanu a mai fost ales ca deputat în legislatura 1992-1996. 
În ianuarie 2008, a fost numit președinte executiv al Comitetului European al Romilor Krisinitori, o organizație romă cu rol de instanță superioară a staboarelor.
S-a născut în comuna Bucșani, județul Giurgiu. Tatăl său era din neam de romi ursari. A absolvit Academia de Studii Economice, Facultatea de Finanțe-Contabilitate.